# Nikolaj Vladimirovič Levičev
Nikolaj Vladimirovič Levičev (rusky Николай Владимирович Левичев; * 28. května 1953, Puškin, Ruská SFSR) je ruský politik, bývalý předseda politické strany Spravedlivé Rusko. Předsedou strany byl zvolen 16. dubna 2011 na jejím pátém kongresu a v čele strany vystřídal jejího prvního předsedu Sergeje Mironova. Nikolaj Vladimirovič Levičev jako jediný člen ruské Ústřední volební komise nehlasoval dne 25. prosince 2017 proti kandidatuře Alexeje Anatoljeviče Navalného na úřad prezidenta Ruské federace, a hlasování se zdržel.